# Otto Malling
Otto Valdemar Malling (1. juni 1848 i København – 5. oktober 1915 smst) var en dansk komponist og organist, der virkede i tiden efter de to store personligheder Niels W. Gade og J.P.E. Hartmann. Han havde dem begge som lærere ved Musikkonservatoriet, og blev også undervist i orgelspil af Gottfred Matthison-Hansen.
Komponisten og musikpædagogen Jørgen Malling var en ældre broder til Otto Malling
Mallings musikerkarriere startede med posten som assisterende dirigent for Studentersangforeningen, hvorefter han i 1875 ved C.J. Hansens Død i 9 år var varetog dirigentposten. Desuden var han organist ved Sankt Petri Kirke fra 1878-1891, ved Helligåndskirken til 1900 da han efterfulgte Hartmann som domorganist ved Frue Kirke i København (Domkirken), hvor han virkede til sin død. I 1883 blev han tillige lærer ved Musikkonservatoriet og fra 1899-1915 var han dets direktør.
I 1874 stiftede han sammen med bl.a. C.F.E. Horneman Koncertforeningen som supplement og i opposition til Musikforeningen, der var styret af Gade og Hartmann. Malling var Koncertforeningens dirigent i alle årene til den nedlagdes i 1893. For sine fortjenester på musikkens område blev han i 1888 udnævnt til titulær professor. Han blev også Ridder af Dannebrog og Dannebrogsmand.

## Musikken
Malling skrev musik i næsten alle genrer. Frem til ca. 1890 var der en overvægt af koncertmusik i hans produktion, mens det derefter var kirkelige værker, der dominerede. Han beskrives som inspireret af franske komponister som Charles Gounod, Jules Massenet og Leo Delibes, men også som en viderefører af Hartmanns musikalske stil. Han musik har en udpræget melodiøsitet og en elegant og klar form. Hans kendteste stykke musik i dag er nok klaverkoncerten i c-mol opus 43, som 2 gange er indspillet på CD, af Amalie Malling i 1998 (Dacapo – 8.224114). og af Oleg Marshev i 2003 (Danacord – DACOCD 597
Der findes en udtalelse af Carl Nielsen (Webside ikke længere tilgængelig) om Mallings oktet, som Nielsen i 1893 var med til at opføre:
| Citat | "Prøve paa Mallings Octet. Et rigtig daarligt Stykke - Musik kan man ikke kalde det. Det er demoraliserende Musik af den laveste Art. Dansemusik af 3"ie Rangs Dansekomponister er ikke i den Grad ødelæggende for Smagen og vildledende for Publikum som dette Stads; fordi disse Componister intet prætenderer, hvorimod man ikke kan undlade at tage et vist Hensyn til Mallings Slags; fordi de har den forbandede Dygtighed." | Citat |
|       | |       |

Otto Mallings indflydelse som musikteoretiker kommer til udtryk i hans Instrumentationslære til Brug ved Undervisning og til Selvstudium (1897), som er den eneste af sin art udgivet i Danmark.

## Værker (udvalg)
- 1879 Sange for mandskor, op. 1
- 1884 Symfoni d-mol, op. 17
- 1884 Koncertfantasi, op. 20 (violin og orkester)
- 1885 Prolog til Den gyldne Legende op. 25 (for soli, kor og orkester)
- 1889 Klavertrio opus a-mol, op. 36
- 1890 Klaverkoncert c-mol, op. 43
- 1891 Det hellige Land op. 46 (for kor og orkester)
- 1892 Christi Fødsel op. 48 (orgel)
- 1895 Christi Død og Opstandelse op. 54 (orgel)
- 1895 Stormen paa København op. 60 (sang og orkester)
- 1897 Af Christi Liv op. 63 (orgel)
- 1903 Paulus op. 81 (orgel)
- 1904 De syv Ord på Korset (orgel)
- 1908 Askepot op. 90 (ballet)

- Salmeværk for Hjemmet, 143 Melodier udsatte for Klaver
- Strygeoktet
- Strygekvartet
- Pianokvintet

En række koncertkantater, bl.a. Bækken, Troubadouren, Reveille og Kvindens Skabelse samt i alt 13 lejlighedskanteter.

## Eksterne links
- Otto Malling på gravsted.dk
- Dacapo Records
- Dansk biografisk Lexikon / XI. Bind. Maar – Müllner
- Illustreret Musikleksikon 1924 (Webside ikke længere tilgængelig)
- Carl Nielsen om Mallings oktet (Webside ikke længere tilgængelig)